# Artur Becker

Artur Becker sur un timbre de la RDA

Artur Becker (né le 12 mai 1905 à Remscheid et mort le 16 mai 1938 à Burgos en Espagne) est un permanent de la Ligue des jeunes communistes d'Allemagne (KJVD), membre du parlement, combattant de la guerre civile espagnole.

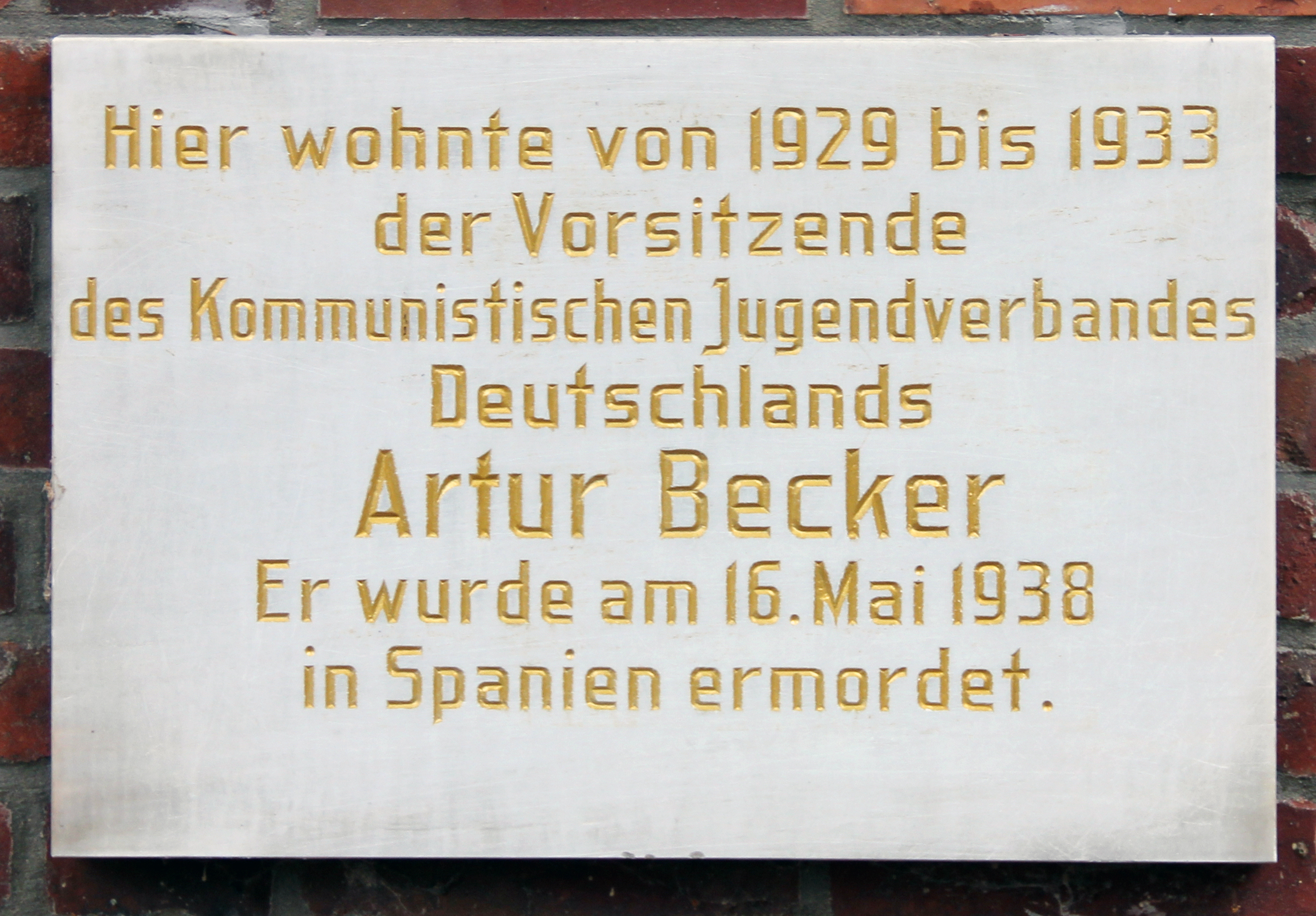
Plaque commémorative sur son domicile de 1929 à 1933, Dingelstädter Straße 48a, à Berlin-Alt-Hohenschönhausen.

## Biographie
Artur Becker, né en 1905 à Remscheid en Basse-Rhénanie, est le fils d'Eugenie, blanchisseuse, et de Walter Becker, fabricant de limes. Après l’école primaire, il s’initie au métier de serrurier-tourneur. Adolescent, il rejoint en 1919 la Jeunesse socialiste libre, en 1920, la Ligue des jeunes communistes (KJVD) et en 1922 le Parti communiste d'Allemagne (KPD).
En 1923, il s'implique dans la résistance à l'occupation de la région de la Ruhr.
À partir de 1926, il est permanent politique, d'abord à la tête de la jeunesse communiste en Rhénanie jusqu'en 1928, puis membre du comité exécutif de l'Internationale des jeunes communistes et de 1931 à 1932 président du Comité central de la KJVD. En 1930, il est élu député du KPD au Reichstag. Lors des élections législatives de juillet et de novembre 1932 puis de mars 1933, il est élu membre de la circonscription électorale 23 (Düsseldorf-Ouest). Les mandats du KPD au Parlement élu en 1933 ayant été annulés avant la réunion constitutive, Becker appartient au Reichstag d'octobre 1930 à janvier 1933. Il est le plus jeune député.
Adversaire politique des nazis, il est contraint d'émigrer en 1933 et s'enfuit à Moscou.
Plus tard, il organise la lutte pour la République espagnole. À partir d'août 1937, il prend part aux combats et, au printemps 1938, il est commissaire politique du bataillon Thälmann des Brigades internationales. Le 13 avril 1938, il est grièvement blessé et capturé par les franquistes. Il aurait été abattu le 16 mai 1938, après plusieurs semaines d'interrogatoire dans une prison de Burgos. Selon un rapport de la Gestapo d'août 1939, des responsables de la Gestapo en Espagne ont interrogé des prisonniers et essayé de trouver Becker. Selon ce même rapport, il est possible que Becker soit mort sous un faux nom dans un hôpital.

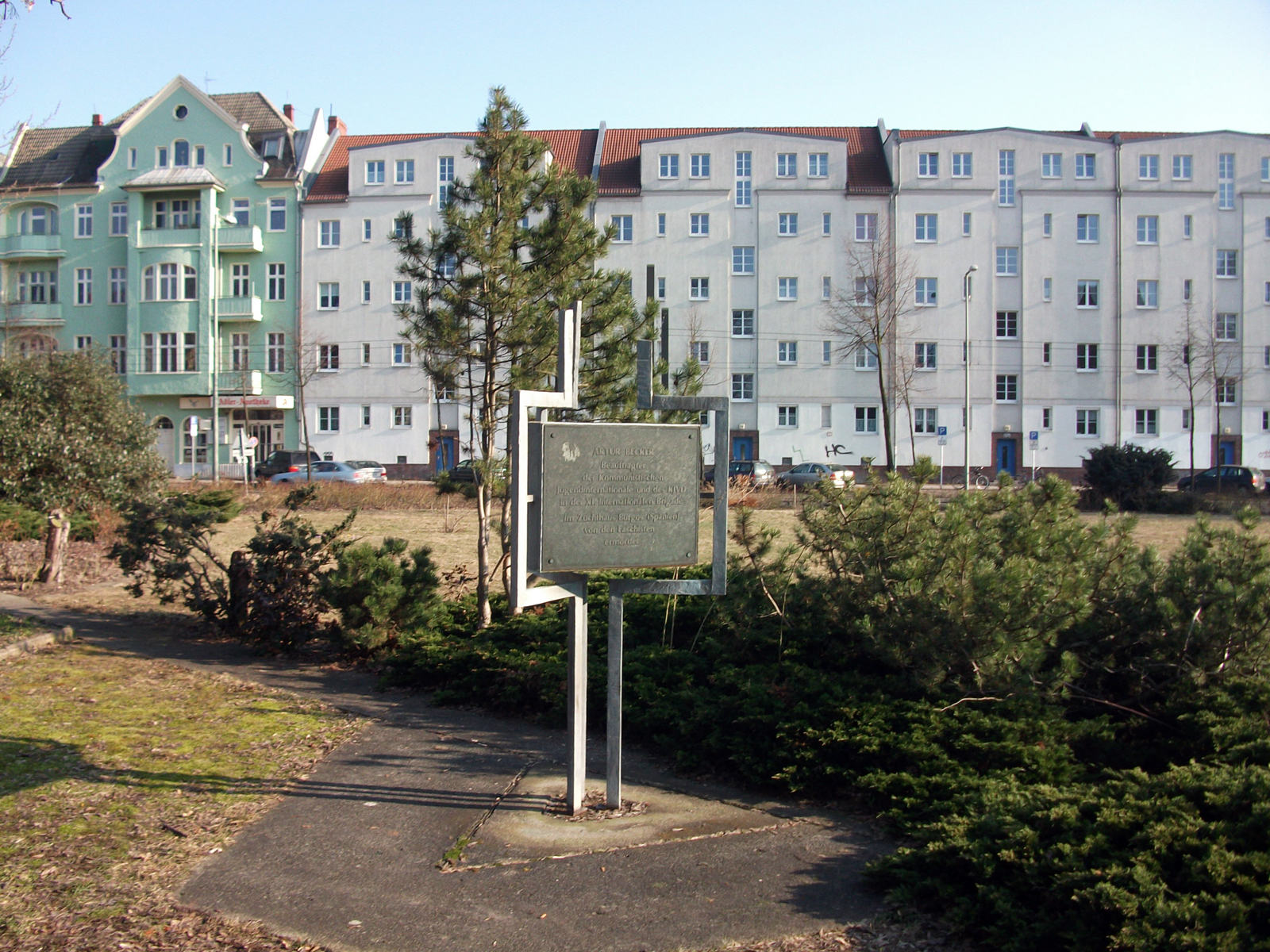
Stèle commémorative pour Artur Becker, qui a vécu entre 1929 et 1933 à Berlin-Alt-Hohenschönhausen.

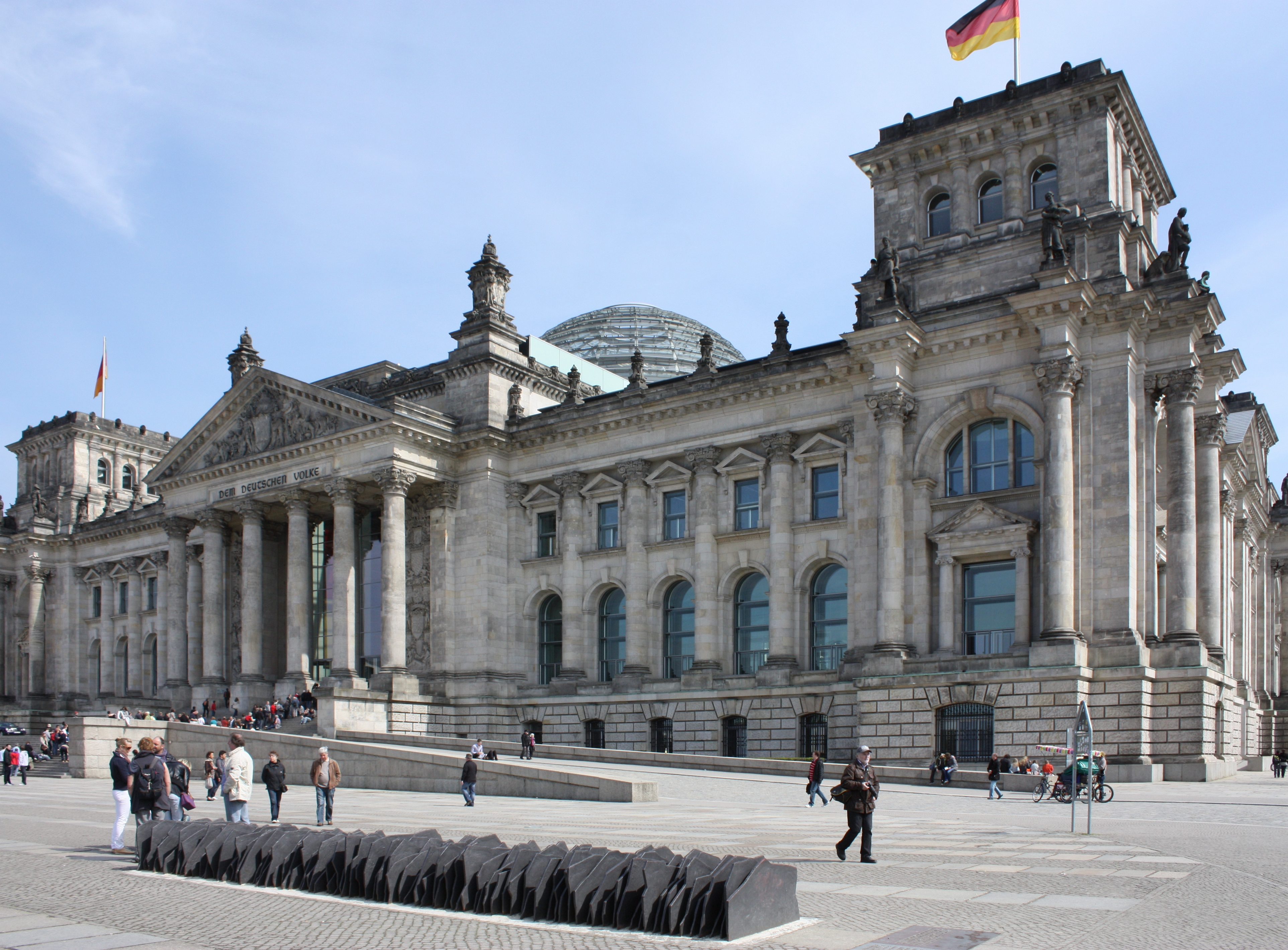
Mémorial en souvenir des 96 membres du Reichstag assassinés par les nazis près du Reichstag de Berlin.

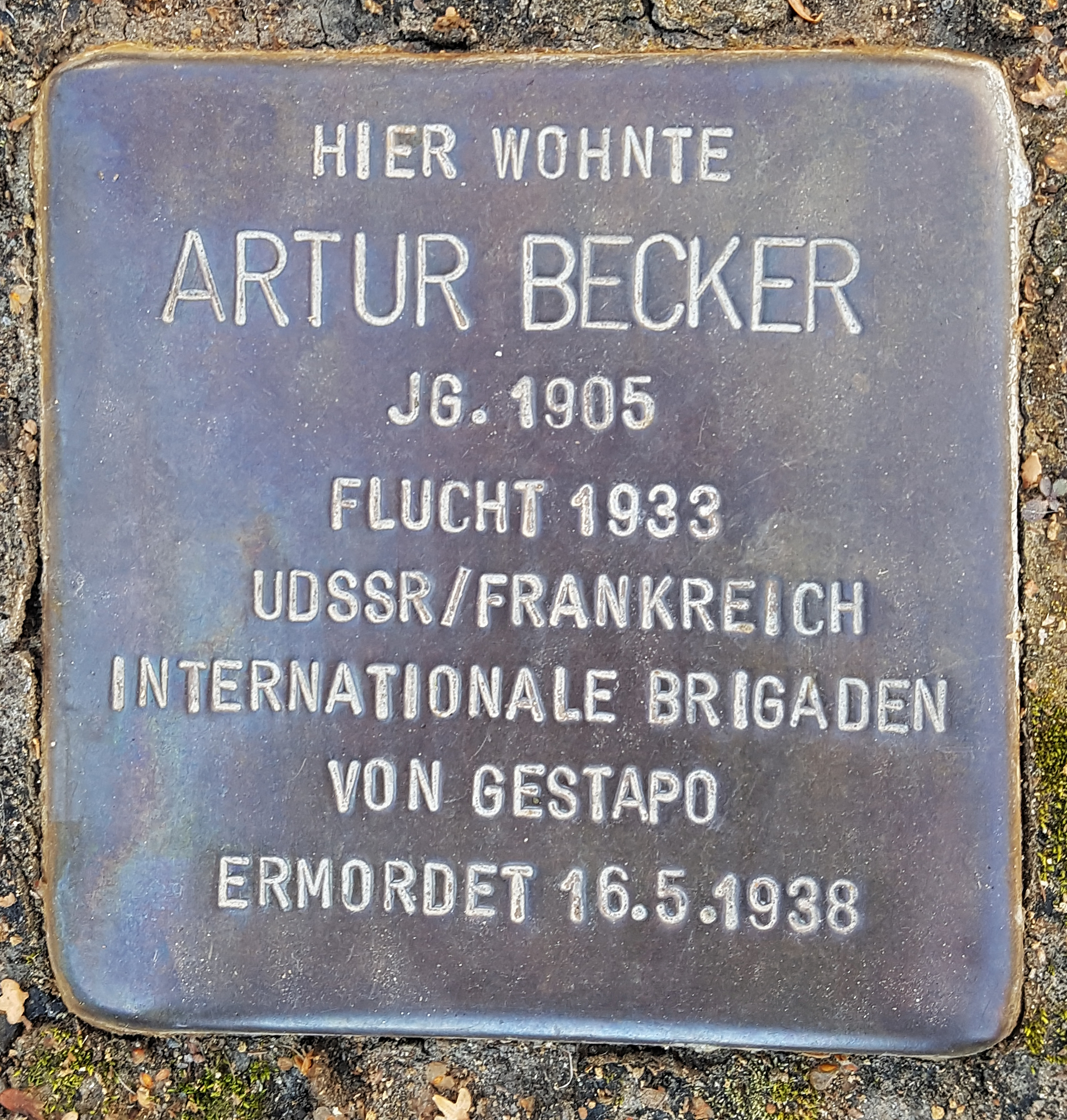
Stolperstein en mémoire d'Artur Becker à Remscheid.

## Hommages
Artur Becker a reçu de nombreux hommages en RDA. Des rues, des écoles et des usines ont porté son nom, comme la centrale électrique de la jeunesse de Trattendorf ou le collège des officiers du ministère de l'Intérieur. L’organisation de jeunesse Freie Deutsche Jugend a décerné à partir de 1960 la médaille Artur-Becker (or, argent et bronze) à des réalisations exceptionnelles de l’association de la jeunesse socialiste, avec un bonus financier.
L'ancien navire-école de plongée GST portait également son nom. En 1990, ce navire a été entretenu  par la ville hanséatique de Greifswald. En 1992, la ville l'a cédé au club de plongée de Greifswald, où il a été utilisé jusqu'en 2010, puis vendu au Danemark et mis au rebut en 2012.
Un navire d'attaque rapide lanceur de torpille de la Volksmarine ainsi que la caserne du 8e régiment de chars de l'armée nationale populaire ont également été baptisés du nom d'Artur Becker.
Après la chute de la RDA, les bâtiments et les rues portant le nom de Becker ont été en grande partie débaptisés. En novembre 1995, la rue Artur-Becker à Berlin-Prenzlauer Berg a retrouvé son ancien nom (rue Winrich-von-Kniprode). Cependant, le lycée Artur-Becker existe toujours dans la ville saxonne de Delitzsch. À Fürstenwalde, une rue porte encore son nom ainsi qu'à Rostock, Neuruppin, Spremberg et Strausberg. À Eisenach, une auberge de jeunesse porte le nom d'Artur Becker.
À Remscheid (Rhénanie du Nord-Westphalie), le lieu de rencontre « Artur Becker Centrum » est géré par une association. Un Stolperstein à cet endroit honore sa mémoire.
Depuis 1992, une plaque commémorative à son nom se trouve au Mémorial en souvenir des 96 membres du Reichstag assassinés par les nazis à Berlin.

## Film
- 1971 : Artur Becker: Lebensbild eines jungen Patrioten, de Rudi Kurz (de)